# Utö
Utö er en af de store øer i Stockholms skærgård. Utö, som nu er knyttet til Alö beliggende i Haninge kommun i Utö sogn, omkring 16 kilometer nordøst for Nynäshamn. Navnet er blevet forklaret med, at øen er "utsligt", dvs yderlig, i åbent, ubeskyttet vand.
Kirkegårdene på Skogsby på den sydlige ø har dokumenteret, at der var fastboende befolkning fra år 550-1050, og mod slutningen af denne periode var hele øen befolket.
Gennem sin strategiske placering ved indgangen til øgruppens vigtigste passage har Utö siden 1600-tallet fungeret som base for lodser, fyrvæsen, toldembedsmænd og militærfolk. Den sydlige del af øen er militær skydebane, der blev taget i brug i 1940'erne, mens den nordlige del er naturreservat. Midt i naturreservatet ligger i en landsby på øens gamle jernmalmmine og omkring den gamle mineslaggebjerge. Mineskakterne er nu fyldt med vand, og den dybeste er 215 meter dyb. Der var sandsynligvis minedrift så tidligt som i 1100-tallet, og minerne i Utö er blandt de ældste og vigtigste i Sverige. Minedriften ophørte 1878.
I moderne tid er øens største indkomst turisme og den militære skydebane. Ved havet er der flere restauranter, vandrerhjem, bagerier, butikker, kiosker og en marina. I Utö Kirke fra 1850 er et unikt orgel fra 1745. Øen har årligt omkring 400.000 besøgende, de fleste kommer om sommeren og til det berømte julemarked. Der er også en skole; i løbet af skoleåret 2007-08 var der 22 elever i skolen med to lærere.
Øens havnemoler Näsudden, Spränga og Gruvbryggan trafikeres med skærgårdsbåde, som udgår fra Årstabryggan og om sommeren fra Strömkajen i Stockholm.

## Eksterne kilder og henvisninger
- Wikimedia Commons har flere filer relateret til Utö
- Utös officielle webside Arkiveret 18. april 2018 hos  Wayback Machine
- Utö turistbureau Arkiveret 28. oktober 2020 hos  Wayback Machine
- Information om aktiviteter samt udlejning på Utö
- Båda som trafikerer Utö – Nåttarö – Rånö – Ålö